# 裂唇嗅反應

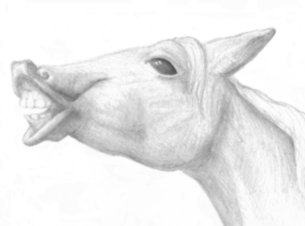
裂唇嗅反應

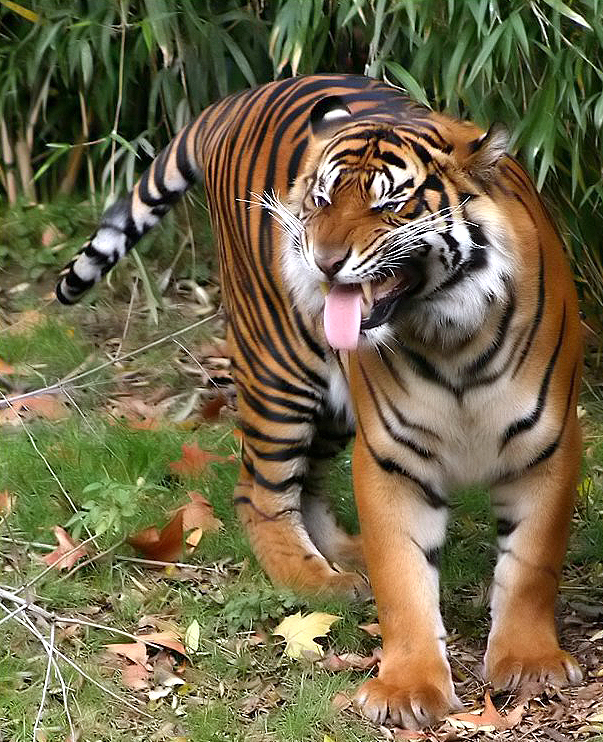
虎的裂唇嗅反应 (苏门答腊虎)

裂唇嗅反應（flehmen response），意指翻起上唇。裂唇嗅為上唇翻起之特殊行為，可見於有蹄類動物、貓科動物及其他哺乳類動物(如：熊貓)。此行為有利於信息素與其他氣味傳遞至犁鼻器。動物行裂唇嗅時將唇部後翻使其臉部狀似「扭曲」。用於探察其他同類動物或獵物留下之氣味，並幫助犁鼻器曝露及接收氣味。也用於探察其他種類動物及獵物留下之氣味，如：尿液。動物藉此行為判斷許多狀態因子，如動情期的出現、生理機能狀態或其他動物離去時間的長短。目前已認可的是當雄馬嗅知發情母馬的氣味時會出現此行為。
貓的上顎前齒根部有兩個細小通道，與犁鼻器相通。為了讓此通道作用，所以需要將上唇抬起，嘴半開，看起來就像被強烈氣味薰到。聞到人類的體味如腳部、襪子、腋下，常有的反應，伴隨頭部迅速揚起與肢體僵硬，看起來相當逗趣，目前網路上有大量相關影片
。
該詞源自於德文動詞 flehmen ，裸露上排牙齒之意；或是上盎格魯德語方言 flemmen ，形容面目可憎的樣子。